# Pšovlky
Pšovlky är en ort i Tjeckien.   Den ligger i regionen Mellersta Böhmen, i den västra delen av landet, 60 km väster om huvudstaden Prag. Pšovlky ligger 364 meter över havet och antalet invånare är 246.
Terrängen runt Pšovlky är huvudsakligen platt, men åt sydost är den kuperad. Pšovlky ligger nere i en dal. Runt Pšovlky är det ganska glesbefolkat, med 40 invånare per kvadratkilometer. Närmaste större samhälle är Rakovník, 10,1 km öster om Pšovlky. Trakten runt Pšovlky består till största delen av jordbruksmark.